# Chiese di Lucera

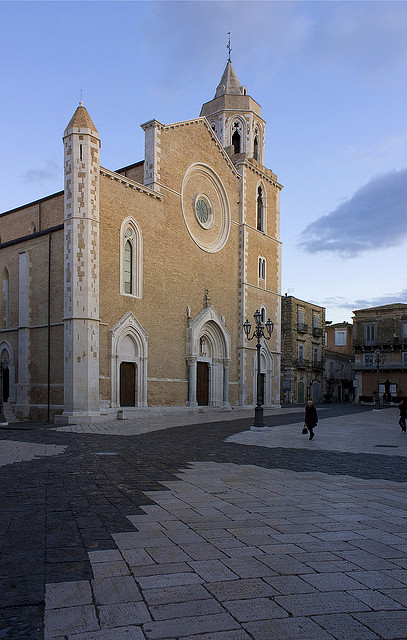
Duomo di Lucera

Lucera, città d'arte e storico capoluogo di Capitanata e del Contado del Molise fino al 1806, conta ventotto chiese.

## Chiese antiche

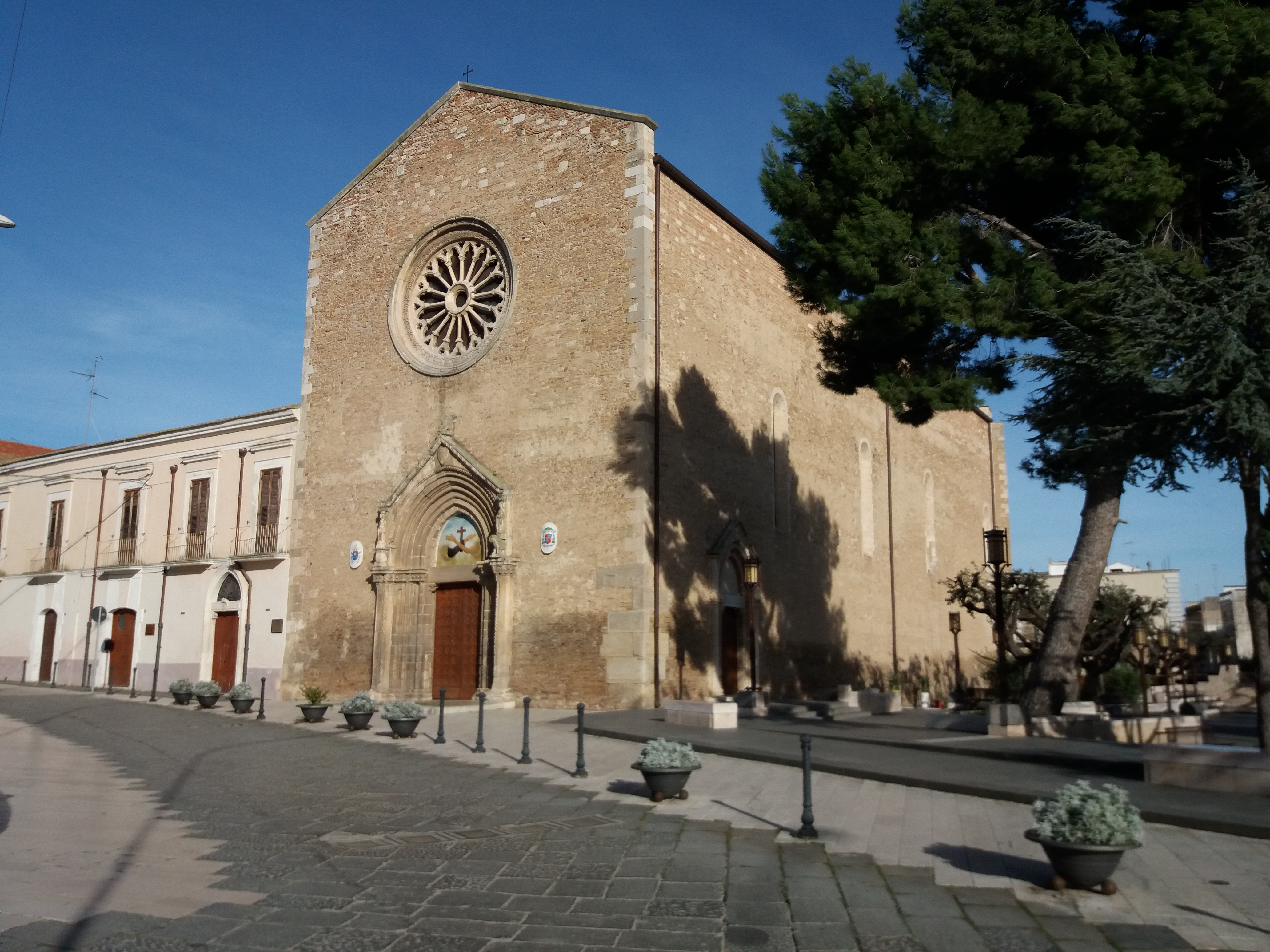
Santuario di San Francesco Antonio Fasani

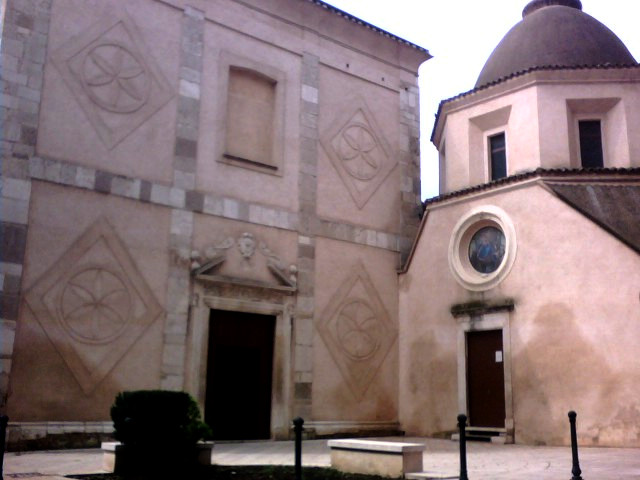
Chiesa di San Domenico

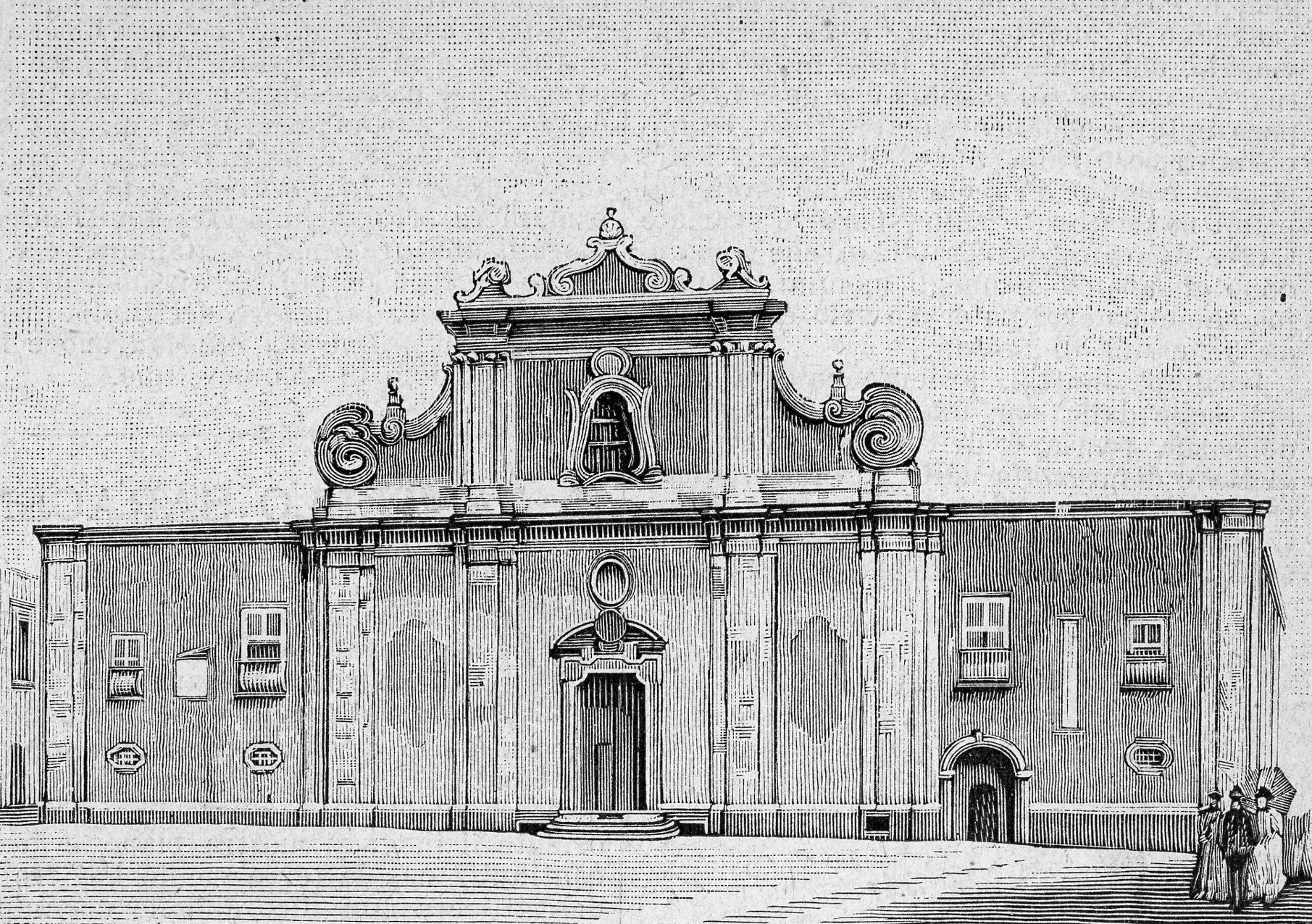
Xilografia del prospetto della chiesa di Santa Maria del Carmine

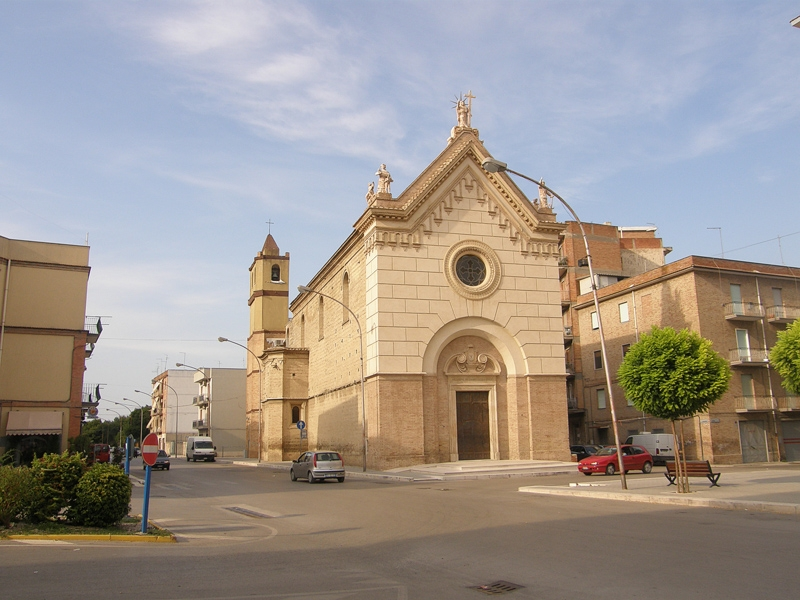
Chiesa di Santa Maria della Spiga

- Basilica cattedrale di Santa Maria Assunta: Il duomo della città in stile gotico-angioino, costruito a partire dal 1302 e voluto da Carlo II d'Angiò dopo la depopolatio della colonia saracena. Al suo interno è venerata la statua trecentesca di Santa Maria Patrona di Lucera (di cui la cattedrale è il suo santuario), il monumento funebre dei gemelli Mozzagrugno attribuito a Pietro Bernini, i resti del Beato Agostino Kazotic, un raffinato crocifisso di scuola renana e altre opere d'arte, inclusi altari e affreschi. È monumento nazionale.
- Basilica santuario di San Francesco Antonio Fasani: Costruzione riconducibile al XIV secolo, considerata uno dei principali luoghi di culto cattolico della città nonché Monumento Testimone di una Cultura di Pace. Dedicata a San Francesco d'Assisi, oggi è Santuario di San Francesco Antonio Fasani, le cui reliquie sono conservate sotto l'altare maggiore.
- Chiesa di San Domenico: originariamente costruita nel XIV secolo ora visibile in forma barocca. Ha custodito fino al 1812 le spoglie del Beato Agostino Kazotic, vescovo di Lucera dal 1322 al 1323. L'annesso monastero è oggi la sede della locale Stazione dei Carabinieri. Al suo interno è possibile visitare la cella dove la tradizione vuole che il beato pregasse.
- Chiesa di San Leonardo: costruita nel XIV secolo e, con annesso convento, ha subìto una lunga serie di modifiche durante gli anni.
- Chiesa di San Bartolomeo Apostolo: costruita per volere di Giovanni Pipino da Barletta subito dopo la depopolatio della colonia saracena del 1300 attualmente presenta caratteri dello stile barocco. L'annesso convento è stato riconvertito nell'attuale Convitto Nazionale "Ruggiero Bonghi".
- Chiesa di Santa Caterina d'Alessandria, con annesso ex convento: furono costruiti tra il XIV e il XV secolo.[1]
- Chiesa di Sant'Antonio Abate: costruita nel XIV secolo, di particolare interesse per la sua cupola con maioliche.
- Chiesa del Santissimo Salvatore: costruita all'inizio del XV secolo, ha annesso un convento oggi sede della Biblioteca e Pinacoteca Comunale.[2]
- Chiesa di Santa Maria della Pietà: costruita nel XV secolo e ampliata nel secolo successivo, comprendeva anche l'adiacente convento oggi struttura statale.
- Chiesa di Santa Maria di Costantinopoli: si tratta della cappella dell'ex convento dei Cappuccini. Al suo interno, è conservata una pregevole statua di Sant'Anna.
- Chiesa di San Giacomo Maggiore: originariamente medievale, venne abbattuta e ricostruita diverse volte fino a quando, in accordo con la famiglia Curato, fu definitivamente sistemata nell'omonima piazza a partire dal 1900[3]. Custodisce la statua lignea della cosiddetta "Madonna della Vittoria" risalente al XIV secolo.
- Chiesa di San Giovanni Battista: risalente al 1558 attualmente presenta caratteri dello stile barocco. Custodisce la statua lignea della cosiddetta "Madonna della Misericordia" risalente al XIV secolo.
- Chiesa dei Santi Lorenzo e Lucia: originariamente costruita nel XIV secolo, fu riedificata completamente nel XVI secolo.
- Chiesa di Santa Maria del Carmine: costruita nel 1753 dai frati carmelitani e in stile barocco si staglia nell'omonima piazza. Al suo interno custodisce l'icona medievale della "Vergine del Monte Carmelo", venerata in origine nell'antico convento extra moenia. Pregevoli sono anche gli altari, tra cui spicca quello dedicato all'Addolorata, al cui centro è incastonata una celebre tela di Francesco De Mura.
- Chiesa di San Gaetano
- Chiesa del Santissimo Sacramento
- Chiesa di Santa Maria della Spiga: di probabile fondazione paleocristiana, ha subito numerose modifiche nel corso del secolo. Al suo interno custodisce un affresco medievale raffigurante la Madonna della Spiga e una statua devozionale di San Ciro martire.
- Chiesa di Santa Maria delle Grazie alle Cammarelle
- Chiesa di Santa Maria della Libera (sconsacrata)
- Chiesa di San Matteo Apostolo (sconsacrata)
- Cappella dell'Addolorata
- Cappella di San Giuseppe

## Chiese del XX secolo
- Chiesa di Cristo Re
- Chiesa di San Pio X
- Chiesa di Santa Maria della Grazie
- Chiesa di San Francesco Antonio Fasani
- Chiesa di Santa Maria Goretti (Borgo Palmori)
- Chiesa di San Giusto (Borgo San Giusto)

## Chiese scomparse
- Chiesa di Santa Maria Maddalena
- Chiesa di San Marco Evangelista
- Chiesa di Sant'Angelo
- Chiesa di Santa Maria degli Angeli
- Chiesa di San Nicola
- Chiesa del Carmine Vecchio
- Cappella dell'Annunziata
- Cappella del Crocifisso - Santissimo Sacramento (arciconfraternita dei Bianchi)
- Cappella di Santa Maria della Misericordia (congregazione della Morte)
- Cappella di Santa Maria di Costantinopoli (congrega della Carità)

## Associazioni di fedeli
Le associazioni pubbliche di fedeli attualmente attive in Lucera sono tredici:
- Arciconfraternita del Santissimo Sacramento e della Beata Vergine di Lourdes (o dei Bianchi): ha sede presso la chiesa del Santissimo Sacramento
- Arciconfraternita di Santa Maria della Misericordia (o della Morte): ha sede presso la chiesa di Santa Maria del Carmine
- Arciconfraternita della Santa Croce, Santissima Trinità e Beata Vergine Maria Addolorata: ha sede presso il santuario di San Francesco Antonio Fasani
- Arciconfraternita di Maria Santissima del Rosario: ha sede presso la chiesa di San Domenico
- Arciconfraternita di San Giacomo Maggiore Apostolo: ha sede presso la chiesa di San Leonardo
- Arciconfraternita della Passione di Nostro Signore Gesù Cristo: ha sede presso la chiesa di Sant'Antonio Abate
- Pia Unione di Santa Maria della Spiga: ha sede presso la chiesa di Santa Maria della Spiga
- Pia Unione del Santissimo Salvatore e di Santa Lucia: ha sede presso la chiesa dei Santi Lorenzo e Lucia
- Pia Unione di Maria Santissima della Purità: ha sede presso la chiesa di San Gaetano
- Pia Unione del Sacro Cuore e di San Michele: ha sede presso la chiesa di Cristo Re
- Confraternita di Santa Maria delle Grazie: non più attiva
- Ordine Equestre del Santo Sepolcro di Gerusalemme
- Ordine costantiniano di San Giorgio
- Ordine militare del Santissimo Salvatore di Santa Brigida di Svezia